# Robin Pacek
Robin Pacek (Kristianstad, 17 de marzo de 1991) es un deportista sueco que compite en judo. Ganó una medalla de bronce en el Campeonato Europeo de Judo de 2016, en la categoría de –81 kg.

## Palmarés internacional
| Campeonato Europeo | Campeonato Europeo | Campeonato Europeo | Campeonato Europeo |
| Año                | Lugar              | Medalla            | Categoría          |
| ------------------ | ------------------ | ------------------ | ------------------ |
| 2016               | Kazán (Rusia)      | Medalla de bronce  | –81 kg             |